# Ahmia
Ahmia est un moteur de recherche Clearnet pour les services cachés de Tor créé par Juha Nurmi.

## Aperçu
Développé lors du Google Summer of Code 2014 avec le soutien du projet Tor, le moteur de recherche open source a été initialement construit dans Django et PostgreSQL. Il collecte l'identifiant anonyme appelé URL .onion du réseau Tor et les transmet à son index, à l'exception de celles contenant un fichier robots.txt. Le moteur de recherche filtre la pédopornographie et tient une liste noire des services considérés comme abusifs.
En juillet 2015, le site a indexé environ 5 000 sites. Ahmia est affiliée au Centre Hermes pour la transparence et les droits numériques, une organisation qui promeut la transparence et les technologies propices à la liberté.
En juillet 2015, le site a publié une liste de centaines de fausses versions frauduleuses de pages Web (y compris des sites tels que DuckDuckGo),. Selon Nurmi, « quelqu'un gère un faux site sur une adresse similaire à celle d'origine et essaie de tromper les gens avec cela » dans le but d'arnaquer les gens (par exemple, collecter de l'argent Bitcoin en usurpant les adresses Bitcoin).

## Sources et références
1. ↑  Greif, « Gefälschte .onion-Websites spähen Tor-Nutzer aus », ZDNet, 14 juillet 2015 (consulté le 4 août 2015)
2. ↑  « Google Can't Search the Deep Web, So How Do Deep Web Search Engines Work? : Networks Course blog for INFO 2040/CS 2850/Econ 2040/SOC 2090 » (consulté le 7 mars 2019)
3. ↑  « ahmia.fi | Tor Blog », sur web.archive.org, 8 mars 2019 (consulté le 10 septembre 2023)
4. ↑  (en) Ric Messier, Network Forensics, John Wiley & Sons, 14 juillet 2017 (ISBN 9781119329183, lire en ligne)
5. ↑  (en) John Leyden, « Heart of Darkness: Mass of clone scam sites appear », sur www.theregister.com (consulté le 10 septembre 2023)
6. ↑  « The new search engines shining a light on the Deep Web » [archive du 27 mars 2020], The Kernel, 28 septembre 2014 (consulté le 7 mars 2019)
7. ↑  « Hundreds of Dark Web mirror sites ‘booby-trapping’ Tor users », sur web.archive.org, 20 juillet 2015 (consulté le 10 septembre 2023)
8. ↑  Marwan, « Anonymität von TOR-Nutzern durch Fake-Websites gefährdet », ITespresso, 14 juillet 2015 (consulté le 4 août 2015)
9. ↑  Weissman, « Someone is creating fake websites on the dark web to try to lure in and hack people », Business Insider, 2 juillet 2015 (consulté le 7 mars 2019)